# Мігель Гарсіа Гранадос
Мігель Гарсіа Гранадос-і-Савала (29 вересня 1809 — 8 вересня 1878) — гватемальський політик, президент країни з червня 1871 до червня 1873 року. Був однією з найвпливовіших осіб в історії Гватемали XIX століття.

## Життєпис
Народився в місті Ель-Пуерто-де-Санта-Марія (Іспанія) у заможній родині зброярів. Ще підлітком виїхав до Центральної Америки. У віці 23 років він уже відвідав деякі країни Південної Америки, Європи, а також міста Нью-Йорк і Філадельфію. Освіту здобував у Лондоні.
У Гватемалі був відомим як поміркований ліберал. Він шукав компроміс із Рафаелем Каррерою, а з його наступником, Вісенте Сандовалем, мав багато спільного. Разом із тим, він підтримав виступи проти уряду та був змушений виїхати з країни. Після повернення до Гватемали став лідером повстання проти генерала Вісенте Серни. Після перемоги ліберального руху обіймав посаду президента з 1871 до 1873 року. Незважаючи на численні труднощі, Гарсіа Гранадос бажав побудувати правовий уряд. 1872 року здійснив вторгнення до Гондурасу, де проголосив свободу преси та вигнав єзуїтів з владних структур.
1971 року було ухвалено державний прапор, вигляд якого практично зберігся донині.